# Stemhebbende velaire plosief
De stemhebbende velaire plosief is een medeklinker die in het Internationaal Fonetisch Alfabet en X-SAMPA aangeduid wordt met [g].
Van de zes plosieven die men verwacht in het meest gangbare taalpatroon in de wereld ([p b, t d, k ɡ]), komt [g] het minst vaak voor. De klank ontbreekt in 10 procent van de talen wereldwijd die dit patroon hebben.
Voorbeelden van woorden waarin deze klank voorkomt, zijn het Nederlandse zakdoek en het Franse garçon.

## Kenmerken
- De manier van articulatie is plosief, wat inhoudt dat de klank wordt geproduceerd door de luchtstroom in het spraakkanaal te belemmeren.
- Het articulatiepunt is velaar, wat inhoudt dat de klank wordt gevormd met de achterkant van de tong tegen het zachte verhemelte.
- De articulatie is stemhebbend, wat betekent dat de stembanden meetrillen bij het vormen van de klank.
- Het is een orale medeklinker, wat inhoudt dat lucht door de mond kan ontsnappen.
- Het is een centrale medeklinker, wat inhoudt dat de klank wordt geproduceerd door de luchtstroom over het midden van de tong te laten stromen in plaats van langs de zijkanten.

Deze pagina bevat fonetische informatie in het IPA, die in sommige browsers mogelijk niet correct wordt weergegeven.
Waar symbolen in paren voorkomen, vertegenwoordigt het rechter teken een stemhebbende medeklinker. Gearceerde gebieden bevatten medeklinkers die worden beschouwd als onuitspreekbaar.
Zie ook: IPA, Klinkers